# Real Madrid Club de Fútbol 1989-1990
Questa voce raccoglie le informazioni riguardanti il Real Madrid Club de Fútbol nelle competizioni ufficiali della stagione 1989-1990.

## Rosa
| N. |                      | Ruolo | Calciatore                  |
| -- | -------------------- | ----- | --------------------------- |
|    | Spagna (bandiera)    | P     | Francisco Buyo              |
|    | Spagna (bandiera)    | P     | Agustín Rodríguez           |
|    | Spagna (bandiera)    | P     | Julen Lopetegui             |
|    | Spagna (bandiera)    | D     | Chendo                      |
|    | Spagna (bandiera)    | D     | Manuel Sanchís              |
|    | Argentina (bandiera) | D     | Oscar Ruggeri               |
|    | Spagna (bandiera)    | D     | Jesús Ángel Solana          |
|    | Spagna (bandiera)    | D     | Miguel Tendillo             |
|    | Spagna (bandiera)    | D     | Julio Llorente              |
|    | Spagna (bandiera)    | D     | Esteban Gutiérrez Fernández |
|    | Spagna (bandiera)    | C     | Míchel                      |

| N. |                           | Ruolo | Calciatore        |
| -- | ------------------------- | ----- | ----------------- |
|    | Spagna (bandiera)         | C     | Fernando Hierro   |
|    | Spagna (bandiera)         | C     | Martín Vázquez    |
|    | Spagna (bandiera)         | C     | Rafael Gordillo   |
|    | Germania Ovest (bandiera) | C     | Bernd Schuster    |
|    | Spagna (bandiera)         | C     | Paco Llorente     |
|    | Spagna (bandiera)         | C     | Joaquín Parra     |
|    | Spagna (bandiera)         | C     | Adolfo Aldana     |
|    | Messico (bandiera)        | A     | Hugo Sánchez      |
|    | Spagna (bandiera)         | A     | Emilio Butragueño |
|    | Spagna (bandiera)         | A     | Sebastián Losada  |
|    | Spagna (bandiera)         | A     | Albert Aguilà     |